# Tarra

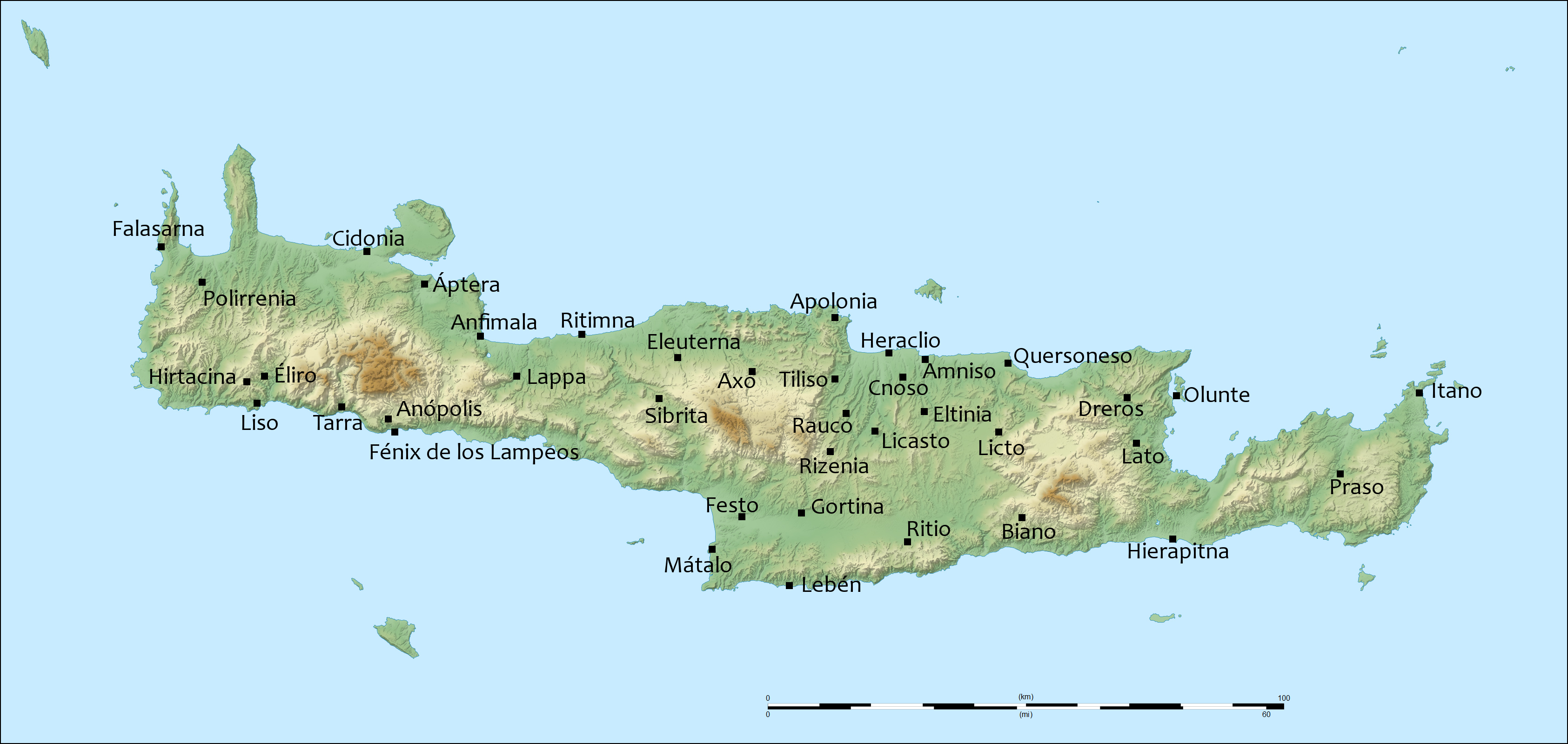
Mapa de Creta con la ubicación de algunas de las principales ciudades en los periodos clásico y helenístico donde figura Tarra, en la costa meridional de la isla.

Tarra (en griego, Τάρρα) es el nombre de una antigua ciudad griega de Creta.

## Mitología
Según la mitología griega allí se ubicaba la legendaria casa de Carmánor que fue donde fueron Apolo y Artemisa a purificarse después de haber matado a la dragona Pitón, así como el lugar donde se unieron amorosamente Apolo y la ninfa Acacálide.

## Historia y arqueología

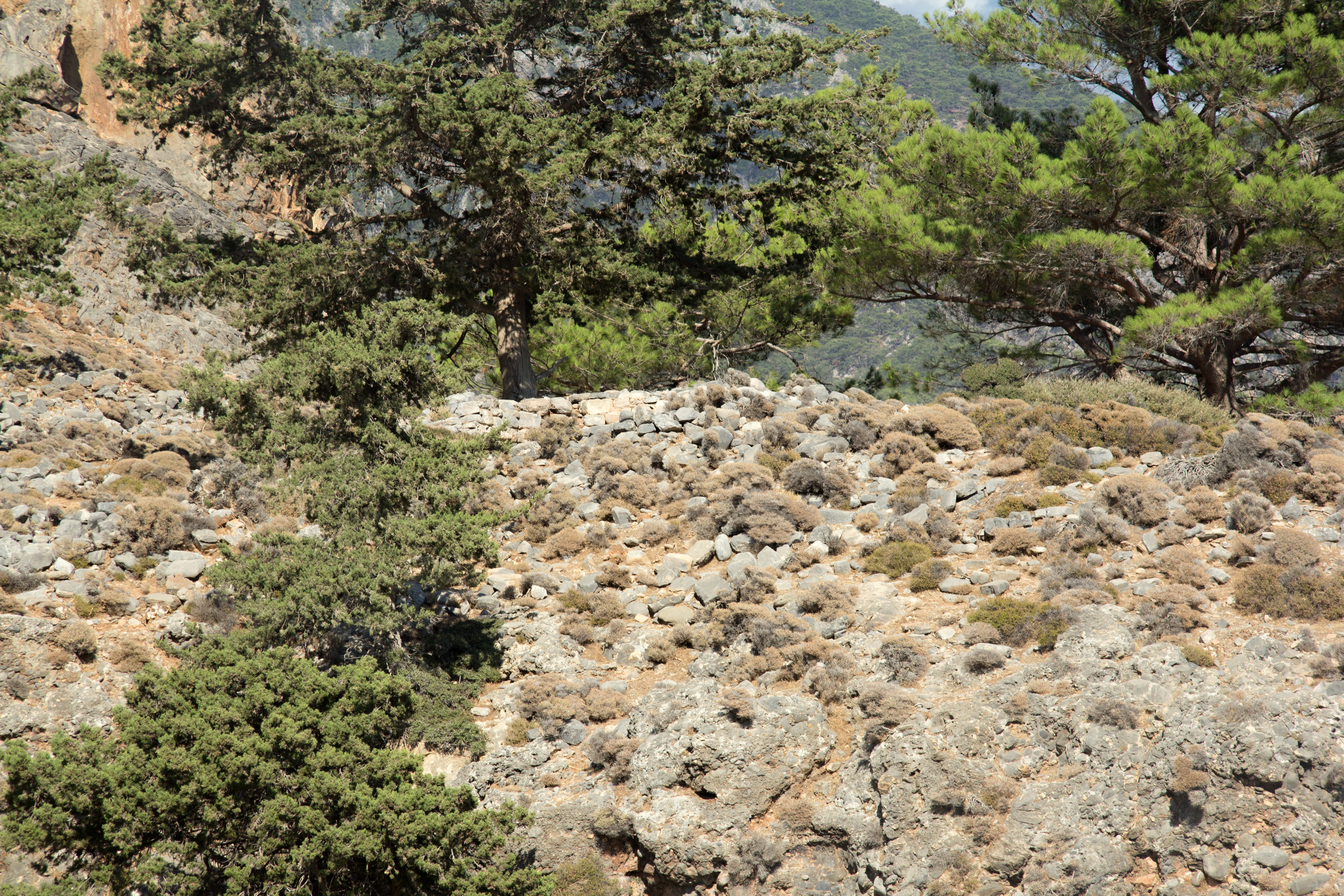
Algunos restos del periodo helenístico de la antigua Tarra.

Se trataba de una ciudad próxima al mar de la parte suroccidental de Creta que había sido fundada probablemente en la época arcaica y fue un importante centro religioso con varios templos entre los que destacaba el templo de Apolo. Fue habitada de forma continua hasta época romana y, aunque de pequeño tamaño, llegó a tener su propia moneda. Entre los siglos IV y III a. C. formó parte de una liga de ciudades llamada «Federación de los montañeses» (Ομοσπονδία των Ορείων), junto a Éliro, Liso, Sía, Hirtacina y Pecilasio.
Tarra es mencionada entre las ciudades cretenses que firmaron el tratado de alianza con Eumenes II de Pérgamo el año 183 a. C.
De la antigua Tarra se han hallado restos de las murallas, ruinas de un templo que probablemente sea el de Apolo, sobre el que se edificó una basílica paleocristiana, y tumbas de las épocas arcaica, clásica, helenística y romana. Otros hallazgos de Tarra se exhiben en el museo arqueológico de La Canea.